# Conatus

Le conatus est un concept fondamental de l’Éthique de Spinoza. 

## Définition
Le terme conatus, dérivé du latin conari (« entreprendre »),  signifie  « effort », « tendance  ». Pour Spinoza, il désigne toute chose qui existe effectivement ou « réellement et absolument » fait, autant qu'il est en elle, l'effort de persévérer dans son être ; Spinoza nomme conatus[Où ?] la puissance propre et singulière de ces « étant » particuliers à persévérer dans cet effort pour conserver et même augmenter leur puissance d'être. Le conatus est un terme dont l'extension à tout étant-existant singulier est universelle et si, par restriction, on en limite l'application seulement à tout être « vivant », alors il prend le nom moins abstrait d'« appétit ». L'appétit se manifeste nécessairement sous les deux manières d'être indissociables par lesquelles s'exprime l'être à la raison « commune » des hommes : la matière (en tant que puissance d'agir et donc de produire des effets) et l'esprit (en tant que puissance de penser).
« Chaque chose, autant qu'il est en elle, s'efforce de persévérer dans son être. »
— Éthique III, Proposition VI
« L'effort par lequel toute chose tend à persévérer dans son être n'est rien de plus que l'essence actuelle de cette chose. »
— Éthique III, Proposition VII

## Interprétation
Selon Spinoza, le conatus ne concerne donc pas seulement l'être humain : la Nature (ou Dieu, chez Spinoza les deux notions coïncident selon la formule Deus sive Natura)  en est également l’essence, ce qui la rend à la fois, « naturante » et « naturée » ; naturante en tant que productive (et non pas « créatrice » dans le sens de la « Création » biblique, qui est, elle, une création « ex nihilo » ; notion fondamentalement irrationnelle pour Spinoza) ; naturée en tant que produite (effectuée). La nature naturante correspond à l'activité de la substance qui est « cause de soi », et la nature naturée correspond à ce qui découle de la nécessité de cette substance.
Chez l'homme, le conatus s'exprime dans l’âme, mais tout aussi bien dans le corps. 
Le corps cherche spontanément l’utile et l’agréable ; l’âme, quant à elle, recherche spontanément la connaissance.
Cependant, ce serait avoir une idée inévitablement inadéquate de l'être humain de l'imaginer composé d’un esprit et d'un corps puisqu’en vertu de son être, il est indiscernablement corps-esprit ou esprit-corps comme on préfèrera le dire. En conséquence, ce serait un contresens de croire que, pour Spinoza, une affection de son corps n’est pas aussi une modification corrélative de sa pensée et, inversement, qu’une manière de pensée ne soit pas simultanément une affection de son corps – cette remarque n’impliquant aucune action causale transitive du corps sur l'esprit ou inversement de l'esprit sur le corps.     
Le concept de conatus est lié, chez Spinoza, au couple constitué des deux affects joie et tristesse. Tout « facteur » qui vient augmenter notre puissance d’exister, et donc favoriser notre conatus, provoque inévitablement en nous un affect de joie. Inversement, tout facteur réduisant notre puissance d’exister provoque immanquablement de la tristesse. Dans son ouvrage l’Éthique, Spinoza fait également référence à l’allégorie de la caverne imaginée par Platon, et explique son terme de conatus à la lumière de la propension libertarienne de cette allégorie.
Comme l'écrit Spinoza dans Éthique III : « On ne désire pas une chose parce qu'elle est bonne, c'est parce que nous la désirons que nous la trouvons bonne ». C'est donc bien le désir qui produit les "valeurs" et non l'inverse.
Si ce concept devient absolument central chez Spinoza, il avait déjà été utilisé par René Descartes et Thomas Hobbes.
En effet, Hobbes a lui aussi utilisé le conatus mais pas dans la même perspective : il s'agit pour lui de l'« instinct de conservation » et c'est un concept « dynamique ». En effet, l'homme est mû par « un désir permanent et sans relâche [d'acquérir] pouvoir après pouvoir, désir qui ne cesse qu'à la mort », car seule cette course à la 
puissance permet de s'assurer que l'on conservera bien son être et ses biens.
Chez Spinoza aussi le conatus est une stratégie dynamique qui dépend du degré d'activité : toute chose s'efforce de persévérer dans son être, c'est-à-dire dans la direction de l'affirmation de soi qui lui est propre, pour accroître sa puissance. Le conatus chez l'individu (et le conatus peut quasiment être identifié à un « principe d'individuation » et peut-être même de subjectivation) se traduit donc par l'activité, la recherche de ce qui va accroître sa puissance. 
C'est là qu'interviennent les passions, actives ou passives, tristes ou joyeuses, soit la « tristesse » et la « joie ». Une passion joyeuse, comme une rencontre heureuse avec une chose (aliment) ou un être, va inciter à renouveler ce sentiment heureux, et va, par conséquent, avoir un rôle moteur chez l'individu : il devient dynamique, c'est la manifestation du conatus. Il va à présent rechercher des situations heureuses pour renouveler ce sentiment de puissance et en même temps, l'accroître. Il est très important pour bien comprendre Spinoza de savoir que si pour lui la tristesse est toujours une passion triste, la joie, au contraire, peut être tout aussi bien une passion qu'une affection active qui n'enveloppe aucune passivité et c'est la différence de la joie active et passive qui permet seulement de distinguer la joie qu'éprouve l'homme sage et l'homme ignorant.